# 熊召政
熊 召政（ゆう しょうせい、1953年12月 - ）は、中華人民共和国の小説家。代表作に小説『張居正』。現在は湖北省作協副主席を務める。

## 略歴
1953年12月、湖北省英山県温泉鎮に生まれた。
1973年、処女長詩『獻給祖国的歌』を発表。
1975年、英山県文化館の創作組担当輔導幹部となった。
1981年、湖北省作家協会專業作家に配属される。
1984年—1986年、『長江文芸』副主編。
1985年—1989年、湖北省作家協会副主席に昇格。
2005年、長編小説『張居正』が第6回茅盾文学賞を受賞する。
2006年、中南財経済政法大学に客座教授の称号を授与される。
2012年9月25日の湖北省文学芸術界連合会第9回代表大会で、湖北省文聯主席に選出された。

## 作品

### 詩集
- 『在深山』、1982年、長江文芸出版社
- 『瘠地上的櫻桃』、1983年、四川文芸出版社
- 『為少女而歌』、1985年、中国文聯出版公司
- 『魔瓶』、1990年、香港金陵書社
- 『南歌』、1994年、作家出版社
- 『閑人詩稿』、2005年、四川文芸出版社
- 『召政詩』、2005年、四川文芸出版社

### 長篇小説
- 『酒色財気』、1989年、四川文芸出版社
- 『張居正』、1999年、長江文芸出版社
- 『醉漢』、2005年、四川文芸出版社

### 散文集
- 『禅遊』、1994年、作家出版社
- 『溪辺小牧童』、1996年、青島出版社
- 『灯花笑夢紅』、2005年、四川文芸出版社
- 『問花笑誰』、2005年、台湾歴史智庫出版社

### 報告文学
- 『太陽家族』、1994年、作家出版社

### 遊記
- 『千尋之旅』、2001年、広東旅遊出版社
- 『水墨江南』、2006年、長江文芸出版社

### 隨筆集
- 『青山自在紅』、2005年、四川文芸出版社
- 『讀了明史不明白』、2006年、広東人民出版社

## 受賞
- 1980年、『獻給祖国的歌』『請舉起森林一般的手』、全国第1回新詩賞。
- 2000年、散文『昆明曇花寺記』、『人民日報』遊記征文一等賞。
- 1993年、『張居正』、湖北省政府図書賞、第1回姚雪垠長篇歴史小説賞、湖北省第6回屈原文芸賞。
- 2005年4月、『張居正』、第6回茅盾文学賞。